# Grammoechus tagax
Grammoechus tagax là một loài bọ cánh cứng trong họ Cerambycidae.